# Andrij Prozenko
Andrij Oleksijowytsch Prozenko (ukrainisch Андрій Олексійович Проценко, engl. Transkription Andriy Protsenko; * 20. Mai 1988 in Cherson, Ukrainische SSR, UdSSR) ist ein ukrainischer Leichtathlet, der sich auf den Hochsprung spezialisiert hat. Mit einer Bestleistung von 2,40 m zählt er zu den besten Athleten aller Zeiten, gewann aber vergleichsweise wenige Medaillen bei internationalen Meisterschaften.

## Sportliche Laufbahn
Erste internationale Erfahrungen sammelte Prozenko im Jahr 2007, als er bei den Junioreneuropameisterschaften in Hengelo mit übersprungenen 2,21 m die Silbermedaille gewann. Zwei Jahre später gewann er bei den U23-Europameisterschaften in Kaunas mit 2,24 m die Bronzemedaille hinter dem Polen Sylwester Bednarek und seinem Landsmann Oleksandr Nartow. Anschließend startete er bei den Weltmeisterschaften in Berlin, schied dort aber mit einer Höhe von 2,20 m in der Qualifikation aus. Auch bei den Europameisterschaften 2010 in Barcelona verpasste er mit 2,19 m den Finaleinzug  und 2011 nahm er erstmals an der Sommer-Universiade in Shenzhen teil und klassierte sich dort mit 2,18 m auf dem elften Platz, ehe er bei den Weltmeisterschaften in Daegu mit 2,21 m nicht über die erste Runde hinaus kam. 2012 schied er bei den Hallenweltmeisterschaften in Istanbul und bei den Europameisterschaften in Helsinki mit 2,22 m bzw. 2,23 m in der Qualifikation aus. Er qualifizierte aber erstmals für die Teilnahme an den Olympischen Spielen in London, bei denen er mit 2,25 m im Finale den neunten Platz belegte.
2013 gewann er bei den Studentenweltspielen in Kasan mit übersprungenen 2,31 m die Silbermedaille hinter dem Russen Sergei Mudrow und anschließend schied er bei den Weltmeisterschaften in Moskau mit 2,22 m in der Qualifikation aus. Im Jahr darauf er bei den Hallenweltmeisterschaften im polnischen Sopot mit neuer Hallenbestleistung von 2,36 m die Bronzemedaille hinter dem Katari Mutaz Essa Barshim und Iwan Uchow aus Russland. Anschließen gelangte er beim New York adidas Grand Prix mit 2,35 m erstmals unter die ersten drei bei einem Diamond-League-Meeting und steigerte sich anschließend bei der Athletissima in Lausanne auf 2,40 m, womit er Platz sieben in der ewigen Weltbestenliste belegt. Im August gewann er dann bei den Europameisterschaften in Zürich mit übersprungenen 2,33 m die Silbermedaille hinter seinem Landsmann Bohdan Bondarenko. Im Jahr darauf belegte er bei den Halleneuropameisterschaften in Prag mit 2,28 m den sechsten Platz und schied anschließend bei den Weltmeisterschaften in Peking mit einer Höhe von 2,29 m in der Qualifikation aus. 2016 klassierte er sich bei den Hallenweltmeisterschaften in Portland mit 2,29 m auf dem siebten Platz, wurde Anfang Juli bei den Europameisterschaften in Amsterdam mit 2,24 m und nahm dann erneut an den Olympischen Spielen in Rio de Janeiro teil und erreichte dort mit übersprungenen 2,33 m im Finale den vierten Platz.
2017 wurde er beim IAAF Diamond League in Shanghai mit 2,27 m Dritter und scheiterte im August bei den Weltmeisterschaften in London mit 2,29 m in der Qualifikation. Im Jahr darauf belegte er bei den Europameisterschaften in Berlin mit einer Höhe von 2,24 m den fünften Platz und 2019 gewann er bei den Halleneuropameisterschaften in Glasgow mit einem Sprung über 2,26 m die Silbermedaille hinter dem Italiener Gianmarco Tamberi. Im Juni belegte er bei den Europaspielen in Minsk mit 2,24 m den vierten Platz und wurde beim Meeting de Paris mit 2,28 m Zweiter und siegte anschließend beim Weltklasse Zürich mit einer Höhe von 2,32 m und sicherte sich damit die Gesamtwertung im Diamond Race. Anfang Oktober schied er dann bei den Weltmeisterschaften in Doha mit 2,26 m in der Qualifikation aus. 2020 siegte er bei der Golden Gala in Rom mit 2,30 m und siegte anschließend auch bei den Balkan-Meisterschaften in Cluj-Napoca mit einer Höhe von 2,25 m. Zum Saisonauftakt der Diamond League 2021 wurde er bei der Doha Diamond League mit 2,27 m Dritter und nahm dann Ende Juli an den Olympischen Spielen in Tokio teil, verpasste dort aber mit 2,25 m den Finaleinzug. Anschließend wurde er bei Weltklasse Zürich mit 2,30 m Zweiter.
2022 siegte er mit 2,26 m beim Meeting International d’Athlétisme de la Province de Liège und gewann anschließend bei den Weltmeisterschaften in Eugene mit einer Höhe von 2,33 m die Bronzemedaille hinter dem Katari Mutaz Essa Barshim und Woo Sang-hyeok aus Südkorea. Im August sicherte er sich dann bei den Europameisterschaften in München mit 2,27 m die Bronzemedaille hinter dem Italiener Gianmarco Tamberi und Tobias Potye aus Deutschland. Daraufhin siegte er mit 2,24 m bei der Athletissima in Lausanne. Im Jahr darauf gewann er bei den Halleneuropameisterschaften in Istanbul mit 2,29 m die Silbermedaille hinter dem Niederländer Douwe Amels. Im Juni siegte er mit 2,21 m beim Memoriał Ireny Szewińskiej und wurde bei der Bauhaus-Galan mit 2,16 m Dritter. Im August gelangte er bei den Weltmeisterschaften in Budapest mit 2,25 m im Finale auf Rang elf. 2024 gelangte er bei den Hallenweltmeisterschaften in Glasgow mit 2,15 m auf Rang elf und im August brachte er bei den Olympischen Sommerspielen in Paris in der Vorrunde keinen gültigen Versuch zustande.
In den Jahren 2012 und von 2018 bis 2021 wurde Prozenko ukrainischer Meister im Hochsprung im Freien sowie 2018, 2019 und 2021 auch in der Halle.